# 紐西蘭教育
所有紐西蘭公民，在他們5歲生日至19歲生日後首個日曆年度結都可以獲得免費的小中學教育。他們在6歲至16歲期間必須接受強制教育。希望讓孩子在家自學的家長，可以向當局申請豁免。紐西蘭的小中學主要分為三類：公立學校、公立綜合學校（多為政府資助的教會學校）和私立學校。公立學校所佔的學生比例為84.9%，公立綜合學校為11.3%，私立學校為3.6%。
公立學校基本上都是免費的。不過，有些學校可能會要求學生家長向學校捐款，而這些捐款都被稱為“家長捐獻”。這種捐獻雖然可視作學費的一部份，但由於並非正式的收入，因此只可以算是學校的營運基金，而不是學校向學生收取的費用。在海外學生比較多的社區，由於家長普遍比較富有，他們也能夠對學校作出更多的捐獻，所以他們的營運基金也較雄厚，從而可以作出更多的翻新及改善。相反的，本地學生比較多的學校，相對可用的捐獻較少，所以也顯得比較殘舊。這可以算是紐西蘭學校的一種奇怪的特色。

## 高等教育

### 教育學院 (師範學院)
以下詳列的幾家學院，都是紐西蘭現時或過去存在的教育學院：
- 奧克蘭教育學院（位於北島北部的奧克蘭市）
- 惠靈頓教育學院（位於北島南部的惠靈頓）
- 基督城教育學院（位於南島北部的基督城）
- 但尼丁教育學院（位於南島南部的但尼丁）

在過去30年間，原有的師範學院合併成為教育學院，例如：奧克蘭教育學院本身就是由大奧克蘭的至少五家師範學院合併而成。而在這15年間，這些教育學院又再與當地的大學合併。例如：漢默爾頓教育學院與懷卡托大學合併、北帕教育學院又與梅西大學合併。又例如：奧克蘭教育學院已在2004年中與原奧克蘭大學的教育學系合併，成為奧克蘭大學旗下的教育學院（Faculty of Education）。在2005年，惠靈頓教育學院亦與惠靈頓維多利亞大學合併，成為旗下的教育學系。在2005年終，只有基督城及但尼丁的教育學院仍然保持獨立個體。

### 理工學院
- 奥拉克技术学院
- 联合理工学院
- UNITEC理工学院
- 维特利亚国立理工学院
- 北陆理工学院
- 北岸酒店管理学院
- 基督城理工学院
- 惠灵顿理工学院
- 怀阿里奇理工学院
- 怀卡托理工学院
- 南方理工学院
- 尼尔森理工学院
- 东部理工学院
- 普伦蒂湾(丰盛湾)理工学院
- 旺格努依理工学院
- 马努卡(曼努考)理工学院
- 西方理工学院
- 泰瑞维提理工学院
- 奥塔哥理工学院

### 大學
參看：紐西蘭大學列表
以下各家大學，除了奧克蘭科技大學及懷卡托大學以外，其餘各家大學本來都是紐西蘭大學在各地的大學學院。
- 奧克蘭大學（位於奧克蘭市中部）
  - 奧克蘭教育學院
- 奥克兰理工大学（位於奧克蘭市中區,北區, 以及南區, 由三個主要校區主成) 強調結合產業與創新的研究，近來的成長讓許多科系，在紐西蘭具有指標性表現。
- 梅西大学（位於北帕，但於奥克兰区、惠灵顿亦設有分校。）
- 怀卡托大学（汉密尔顿）
- 惠灵顿维多利亚大学（惠灵顿）為紐西蘭首都與文化中心，並且是信息管理以及資訊產業的重鎮。
- 坎特伯雷大学（克赖斯特彻奇）
- 奥塔哥大学（但尼丁）
- 林肯大学（林肯，坎特伯雷）

## 学生贷款
拥有新西兰永久居留权的居民可以使用政府所提供的学生贷款，这些贷款一般将会包括所有的学习费用，另外也可以就学习期间的生活费用进行贷款。若是拥有纽西兰永久居留权的全职学生，政府还提供学生津贴。在学生完成学业并且找到工作之后，政府将在其每月的工资中按比例扣除贷款并记取年利息直至还清为止。
不少人认为这种制度导致了大量毕业学生流向海外以逃避偿还贷款。在新西兰工党历史性的取得三次连任之后，总理海伦·克拉克宣布将于2006年取消所有学生贷款的利息，条件是学生毕业之后必须留在新西兰。
学生津贴是不需要偿还的政府补助。每位学生所获得的津贴是根据他们不同家庭情况，例如年龄，地区，子女，伴侣等等因素来计算的。

## 參看
- 紐西蘭小學
- 紐西蘭中學
- 各國教育
- 紐西蘭學歷評審局
- 留學

## 外部連結
- 紐西蘭教育部網址 （页面存档备份，存于）
  - 紐西蘭教育部：學前教育發展
- Education Review Office site （页面存档备份，存于）
- New Zealand Qualifications Authority site （页面存档备份，存于）
  - NCEA site
- Tertiary Education Commission site （页面存档备份，存于）